# 神奈川県道505号橋本停車場線
神奈川県道505号橋本停車場線（かながわけんどう505ごう はしもとていしゃじょうせん）は、相模原市における一般県道である。

## 概要

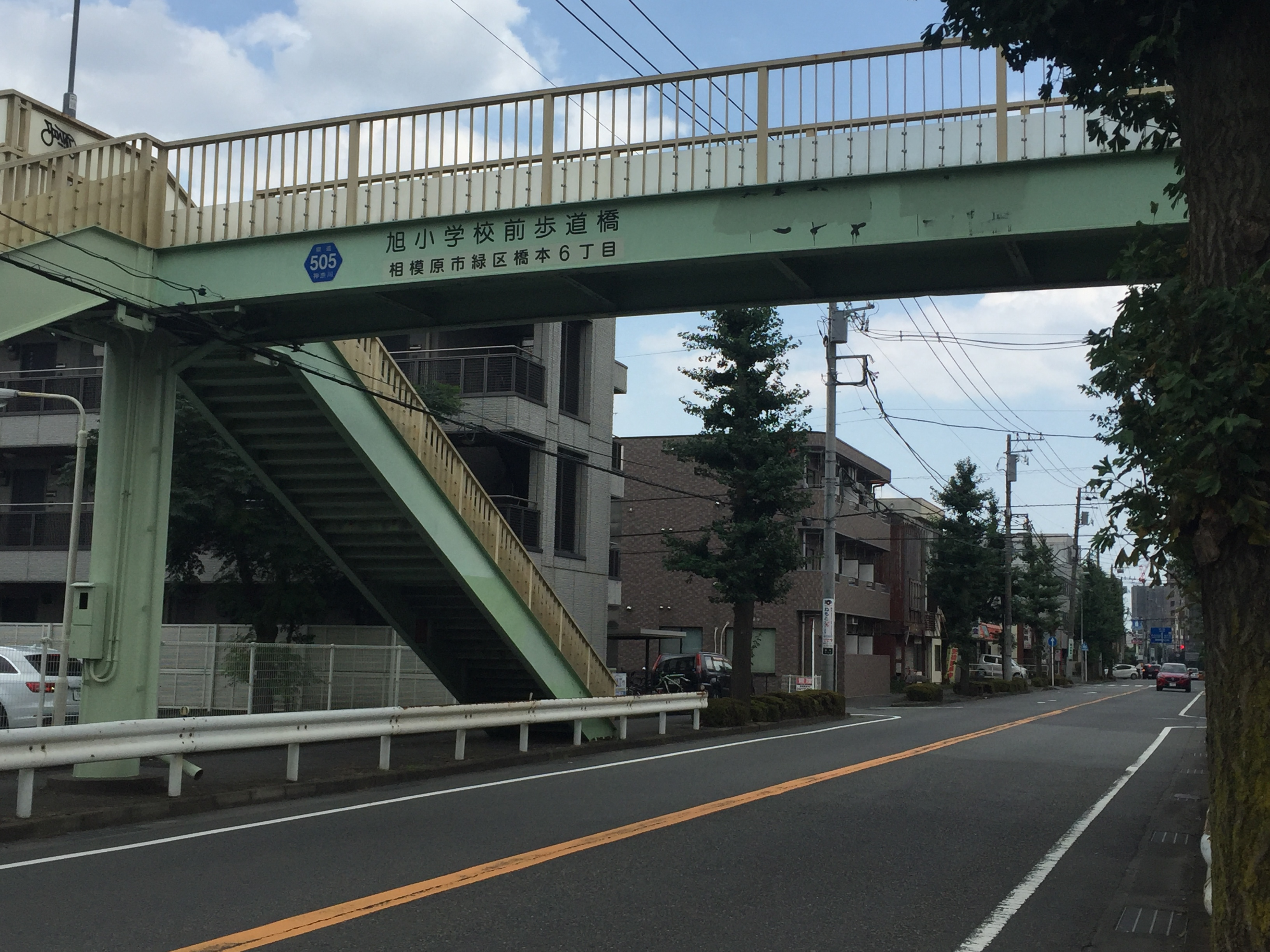
旭小学校前歩道橋（相模原市緑区橋本）

橋本駅から国道16号に至る道路で、全線において路線バスが通行するため、一方通行区間を除いて片側1車線のほか、広い路側帯が確保されているため、大型車に余裕で対応できる道幅を有する。
起点である橋本駅北口は、2003年（平成15年）に工事が完了した再開発事業により、バスロータリーが整備され、商店街は再開発ビルになったことから、景観に大きな変化があった。
終点付近は国道16号の旧道と八王子バイパスがそれぞれ交差しており、国道16号旧道に向かう車両のうち八王子方面に向かう車両は、周辺道路の通行指定方向の都合から、わずかながら本道を通ることになる。そのため、国道16号との重複区間として指定されてはいないが、実質は国道16号の旧道と八王子バイパスの分岐点となっている。
なお、終点である国道16号八王子バイパス八王子方面側道の分岐地点からのロータリーは一方通行になっているため、自動車等で全線を走行するには、終点から起点方面のみ可能である。
- 陸上距離：1.3km
- 終点：神奈川県相模原市緑区橋本六丁目（市道・橋本駅北口ロータリー）
- 起点：神奈川県相模原市緑区元橋本町（国道16号八王子バイパス、八王子方面分岐点）
- Google マップ - 終点→起点方向

## 交通
- バス路線

## 通過する自治体
- 神奈川県相模原市

## 主な接続路線
- 国道16号（神奈川県相模原市、香福寺前交差点）
- 国道16号八王子バイパス（神奈川県相模原市、側道からの分岐）